# Transparadiso
Transparadiso ist eine Praxis, die 1999 von der Künstlerin und Architektin Barbara Holub und dem Architekt und Urbanisten Paul Rajakovics in Wien als transdisziplinäre urbane Praxis zwischen Architektur, Urbanismus und Kunst, zwischen Theorie und Praxis, gegründet wurde.

## Geschichte
Paul Rajakovics gründete 1996 transbanana architects (mit Margarethe Müller und Bernd Vlay). Als 1998 „occupying architecture“ (hrsg. Jonathan Hill) erschien, schien es ein kurzer Weg zu sein, bis innovative Planungsansätze Eingang in konventionelle Planungspraxis finden würden. Seit Barbara Holub und Paul Rajakovics 1999 transparadiso gründeten, wollten sie eine Veränderung in der Planungspraxis erreichen. Ihre Arbeit nimmt vor allem Bezug auf Henri Lefebvre, die Situationisten, sowie auf „Die Kunst des Handelns“ von Michel de Certeau. Von 2010 bis 2013 führte Barbara Holub das künstlerische Forschungsprojekt „Planning Unplanned - Towards a New Positioning of Art in the Context of Urban Development“ an der TU Wien durch.

## Künstlerisch-urbane Praxis
transparadiso arbeitet insbesondere an einer neuen Methode – dem direkten Urbanismus. Direkter Urbanismus involviert Kunst und künstlerisch-urbanistische Strategien langfristig in prozessorientierte Stadtplanung und Stadtentwicklung, um auf die aktuellen gesellschaftlichen Herausforderungen in ihrer Komplexität reagieren zu können. Diese innovativen Strategien und transdisziplinären Expertisen sollen dabei gleichwertig zu herkömmlichen Planungsmethoden jenseits der Dichotomie von „bottom up“ und „top down“ etabliert werden und die Aneignung des öffentlich-urbanen Raums durch die Bewohner bzw. Nutzer fördern.
transparadisos urbane Strategien und Taktiken streben nach eigenen Angaben danach, existierende Bedingungen und Aufgabenstellungen durch Aktivierung des „kulturellen Kapitals“ im Sinne von Pierre Bourdieu neu zu formulieren. Dies ermögliche eine Umwertung der Verteilung und Aneignung von Ressourcen.
transparadiso entwickelt für den jeweiligen Kontext spezifische Tools, um spezielle urbanistische Programme (z. B. für „Wunschproduktion“) zu produzieren.

## Werkverzeichnis (Auswahl)
- WoGen Genossenschaftshaus[1], Wien (A), 2017–2023 „Times of Dilemma“[2], Valletta (Malta), 2018
- Paradise Enterprise (Projekt für direkten Urbanismus), Judenburg (A), 2012–2014
- StadtwerkLehen, Salzburg (A) (mit Bernd Vlay), 2009–2013; Galerie Fotohof, Salzburg (A), 2009–2012
- „Aufforderung zur ungeforderten freiwilligen Intersprachlichkeit“[3], Platzgestaltung, Pottenhofen, (A), 2016
- „Das Lachen, das einem im Halse stecken bleibt“[4], Vienna Biennale, Wien (A), 2015
- „Je suis arabe“, Operation Goldhaube[5], Salzburg Museum, Salzburg (A), 2014
- „Part of the Game“[6], nGbK, Berlin (D), urbane Intervention, 2014
- „Du bakchich pour Lampedusa“, „Bye, bye, bakchich système“[7], Sousse (TUN), urbane Intervention, 2014
- „Uitzicht Op!“, The Blue House (Jeanne van Heeswijk), Amsterdam/ Ijburg (NL), 2009

## Auszeichnungen (Auswahl)
- 2004: Schindler-Stipendium, MAK Center for Art and Architecture, Los Angeles
- 2007: Otto-Wagner-Städtebaupreis[8]
- 2018: Österreichischer Kunstpreis für Bildende Kunst[9]
- 2022: Forschungspreis Architektur der Bundeskammer für Ziviltechniker[10]

## Publikationen (Auswahl)
- Barbara Holub, Paul Rajakovics: Direkter Urbanismus. Künstlerisch-urbanes Handeln für Triest und Graz. in Porös-Werden Geteilte Räume, urbane Dramaturgien, performatives Kuratieren (Hrsg.) Barbara Büscher, Elke Krasny und Lucie Ortmann
- Basak Senova (Hrsg.): Barbara Holub. Stiller Aktivismus. De Gruyter, 2023, ISBN 978-3-11-079082-5.[11]
- Barbara Holub, Christine Hohenbüchler (Hrsg.): Planning Unplanned_Darf Kunst eine Funktion haben? Towards a New Function of Art in Society. Verlag für moderne Kunst, 2015, ISBN 978-3-86984-063-5.[12]
- Barbara Holub. Social Design Arts as Urban Innovation (hrsg.): Das Bienvenue: Ein Recht auf Raum für alle. 2016, ISBN 978-3-7412-7245-5
- Paul Rajakovics, Irene Ott-Reinisch, Anita Aigner (Hrsg.): Anders günstig. Wohnbau sozialintegrativ. Verlag Bibliothek der Provinz, 2017, ISBN 978-3-99028-711-8.[13]
- Abteilung für Wohnbau und Entwerfen/ TU Wien, Cuno Brullmann (Hrsg.): re-searching utopia: when imagination challenges reality. Niggli Verlag, 2014, ISBN 978-3-7212-0908-2.[14]
- Barbara Holub: found, set, appropriated Verlag für moderne Kunst, Nürnberg 2010, ISBN 978-3-86984-164-9 (deutsch, englisch).[15]
- Barbara Holub, Paul Rajakovics (Hrsg.): Urbane Wunder. Bucher Verlag, 2010, ISBN 978-3-902679-89-5.[16]
- Barbara Holub: Initiative Island. Eastside Projects Birmingham, 2009, ISBN 978-1-906753-13-9.[17]
- Paul Rajakovics, Bernd Vlay, Marko Studen (Hrsg.): Uropean Urbanities. Springer Verlag, 2006, ISBN 978-3-211-47605-5.[18]
- Barbara Holub: Musterbuch: Ideal Living. Triton Verlag, Wien 2003, ISBN 3-85486-153-2.[19]
- Barbara Holub: common ground, shared place. Galerija Marino Cettina, Umag 2001.[20]